# David Jackson
David Nicholas George Jackson (Stamford, Lincolnshire, Anglaterra; 15 d'abril de 1947) és un saxofonista anglès vinculat principalment al rock progressiu per mitjà de la banda Van der Graaf Generator, de la qual ha estat membre els anys setanta.
Va començar la seva formació com a músic de petit, amb el piano i la flauta, i més tard el saxòfon. Va estudiar a la Universitat de St Andrews, i en aquella etapa va començar a tocar en un grup anomenat Heebalob, en el qual coincidí amb Christ Judge Smith gràcies a un amic en comú. Peter Hammill, amic de Judge Smith, fou seguidor del grup, després que es mudàs a Londres per formar el seu propi grup amb Judge Smith. L'estiu de 1969 el grup es disolgué, i Hammill es posà en contacte amb ell perquè s'incorporàs al grup.
Amb Van der Graaf Generator enregistrà quatre àlbums en dos períodes, fins que la banda es dissolgué el 1978. A partir de llavors, va treballar com a professor de matemàtiques i, més endavant, en una escola per infants amb trastorns d'aprenentatge. També ha estat membre del grup de rock progressiu italià Osanna, i va participar de la reunió de Van der Graaf Generator de 2005, tot i que se'n desvinculà l'any següent.